# Les Nouveaux Spartiates
Les Nouveaux Spartiates (The Pine Bluff Variant) est le 18e épisode de la saison 5 de la série télévisée X-Files. Dans cet épisode, Scully suspecte Mulder d'aider une organisation terroriste qui tente de mettre au point une arme bactériologique.
L'épisode a obtenu des critiques favorables.

## Résumé
Mulder et Scully prennent part à une opération du FBI visant à appréhender Jacob Haley, le commandant en second d'une organisation terroriste nommée Les Nouveaux Spartiates, dans un parc de Washington. Haley donne une enveloppe à un autre homme, qui meurt peu après la chair horriblement brûlée, avant de prendre la fuite. Mulder le poursuit mais Scully voit qu'il le laisse s'échapper volontairement. Lors d'une réunion au cours de laquelle il est établi que l'homme a été tué par une arme bactériologique, Scully essaie d'obtenir des explications mais Mulder élude ses questions. Elle prend alors son partenaire en filature et le voit rencontrer Haley avant d'être arrêtée par des agents gouvernementaux. Scully est alors conduite devant Skinner et le procureur Leamus, qui lui expliquent que c'est sur leur ordre que Mulder joue le rôle d'agent infiltré auprès des Nouveaux Spartiates.
Mulder est interrogé par Haley, qui a des doutes sur sa loyauté, mais arrive à le convaincre qu'il y a un traître au sein du groupe. Pendant ce temps, August Bremer, le chef des Nouveaux Spartiates, teste l'arme bactériologique dans un cinéma, faisant quatorze victimes. Enquêtant sur les lieux, Scully cherche à comprendre de quelle manière la bactérie mortelle a été transmise. Elle découvre qu'elle a été mise au point par le gouvernement américain et qu'on a envoyé Mulder sur une mission suicide. De son côté, Mulder donne à Haley un microfilm fourni par Leamus sur lequel figurent les dossiers du FBI sur le groupe. Alors que Mulder participe au braquage d'une banque par les terroristes, Scully comprend que ceux-ci comptent répandre le virus en pulvérisant la toxine sur les billets de banque.
Après le braquage, Bremer veut tuer Mulder mais Haley s'interpose, accusant son chef d'être le traître d'après ce qu'il a vu sur le microfilm. Bremer fait alors écouter au groupe une conversation qu'il a enregistré entre Mulder et Scully. Il donne à Haley les clés d'une voiture et lui offre de disparaître, puis se prépare à exécuter Mulder dans un endroit isolé. Mais, à la place, il tue son homme de main et laisse partir Mulder, révélant ainsi qu'il était vraiment le traître. Mulder retrouve ensuite Scully, qui a déjà fait isoler l'argent de la banque. Scully révèle à son partenaire ce qu'elle a appris, et les deux agents accusent alors Leamus d'avoir manigancé toute l'affaire pour le compte du gouvernement. Leamus met toutefois les agents au défi de révéler publiquement leurs soupçons. Haley est pour sa part retrouvé mort, l'agent bactériologique ayant été répandu sur ses clés de voiture.

## Distribution
- David Duchovny : Fox Mulder
- Gillian Anderson : Dana Scully
- Mitch Pileggi : Walter Skinner
- Daniel von Bargen : Jacob Haley
- Michael MacRae : August Bremer
- Sam Anderson : Leamus

## Production
John Shiban a l'intention depuis le début de la 5e saison d'écrire un scénario dans lequel Mulder travaille sous couverture et où son allégeance est mise en doute. Shiban met en avant le fait que ce concept va fonctionner car le questionnement de ses croyances par Mulder est un élément majeur de la saison. Il soumet plusieurs fois son idée à Frank Spotnitz jusqu'à ce que soit trouvé le moment jugé idéal pour son histoire. Shiban met au point son scénario en utilisant les craintes de l'époque au sujet d'un arsenal biologique que détiendrait Saddam Hussein. Le scénario est influencé par le roman L'Espion qui venait du froid (1963) de John le Carré, qui est l'écrivain favori de Shiban, et son titre original est une référence à l'arsenal d'armes chimiques de Pine Bluff. Shiban s'inspire également du film Heat (1995), notamment pour les scènes de surveillance et du braquage.
L'acteur Michael MacRae, qui interprète August Bremer, avait précédemment joué un autre rôle dans l'épisode Le Diable du New Jersey, alors que l'ouvreuse du cinéma est interprétée par Kate Braidwood, la fille de l'acteur Tom Braidwood qui tient le rôle de Melvin Frohike dans la série. Les scènes dans le cinéma sont tournées dans un cinéma abandonné de la banlieue de Dunbar–Southlands, à Vancouver, tandis que celles du braquage sont filmées dans un établissement de la Banque du Canada. Le tournage de la scène avec les billets de banque est par ailleurs interrompu jusqu'à ce que des renforts policiers arrivent sur les lieux car la présence de billets véritables, pour une valeur d'environ 40 000 $, fait craindre aux responsables qu'un véritable braquage ne soit tenté.

## Accueil

### Audiences
Lors de sa première diffusion aux États-Unis, l'épisode réalise un score de 11,4 sur l'échelle de Nielsen, avec 16 % de parts de marché, et est regardé par 18,24 millions de téléspectateurs.

### Accueil critique
L'épisode recueille des critiques globalement favorables. Dans leur livre sur la série, Robert Shearman et Lars Pearson lui donnent la note de 4/5. Zack Handlen, du site The A.V. Club, lui donne la note de A.
Paula Vitaris, de Cinefantastique, lui donne la note de 2,5/4, le qualifiant de « divertissement captivant » mais n'arrivant pas à avaler que Scully ait pu croire que Mulder aidait des terroristes. John Keegan, du site Critical Myth, lui donne la note de 6/10.
En France, le site Le Monde des Avengers lui donne la note de 2/4. Pour le site Daily Mars, c'est un « implacable thriller conspirationniste et politique » avec un scénario « tendu et réaliste » et une réalisation « épatante ».